# Лізбен (Мен)
Лізбен (англ. Lisbon) — місто (англ. town) в США, в окрузі Андроскоґґін штату Мен. Населення — 9711 особа (2020).

## Демографія
Згідно з переписом 2010 року, у місті мешкало 9009 осіб у 3696 домогосподарствах у складі 2477 родин. Було 3948 помешкань
Расовий склад населення:
| - 96,2 % — білих - 0,6 % — чорних або афроамериканців - 0,5 % — корінних американців - 0,5 % — азіатів |

До двох чи більше рас належало 1,9 %. Частка іспаномовних становила 1,0 % від усіх жителів.
За віковим діапазоном населення розподілялося таким чином: 23,5 % — особи молодші 18 років, 63,7 % — особи у віці 18—64 років, 12,8 % — особи у віці 65 років та старші. Медіана віку мешканця становила 39,4 року. На 100 осіб жіночої статі у місті припадало 96,1 чоловіків;  на 100 жінок у віці від 18 років та старших — 91,7 чоловіків також старших 18 років.
Середній дохід на одне домашнє господарство  становив 64 133 долари США (медіана — 53 740), а середній дохід на одну сім'ю — 73 098 доларів (медіана — 65 872). Медіана доходів становила 42 662 долари для чоловіків та 32 069 доларів для жінок. За межею бідності перебувало 7,4 % осіб, у тому числі 4,8 % дітей у віці до 18 років та 7,9 % осіб у віці 65 років та старших.
Цивільне працевлаштоване населення становило 4436 осіб. Основні галузі зайнятості: освіта, охорона здоров'я та соціальна допомога — 25,0 %, роздрібна торгівля — 18,7 %, виробництво — 11,0 %, науковці, спеціалісти, менеджери — 8,3 %.